# 温室植物

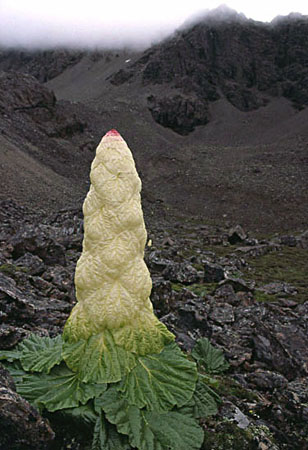
セイタカダイオウ
代表的な温室植物

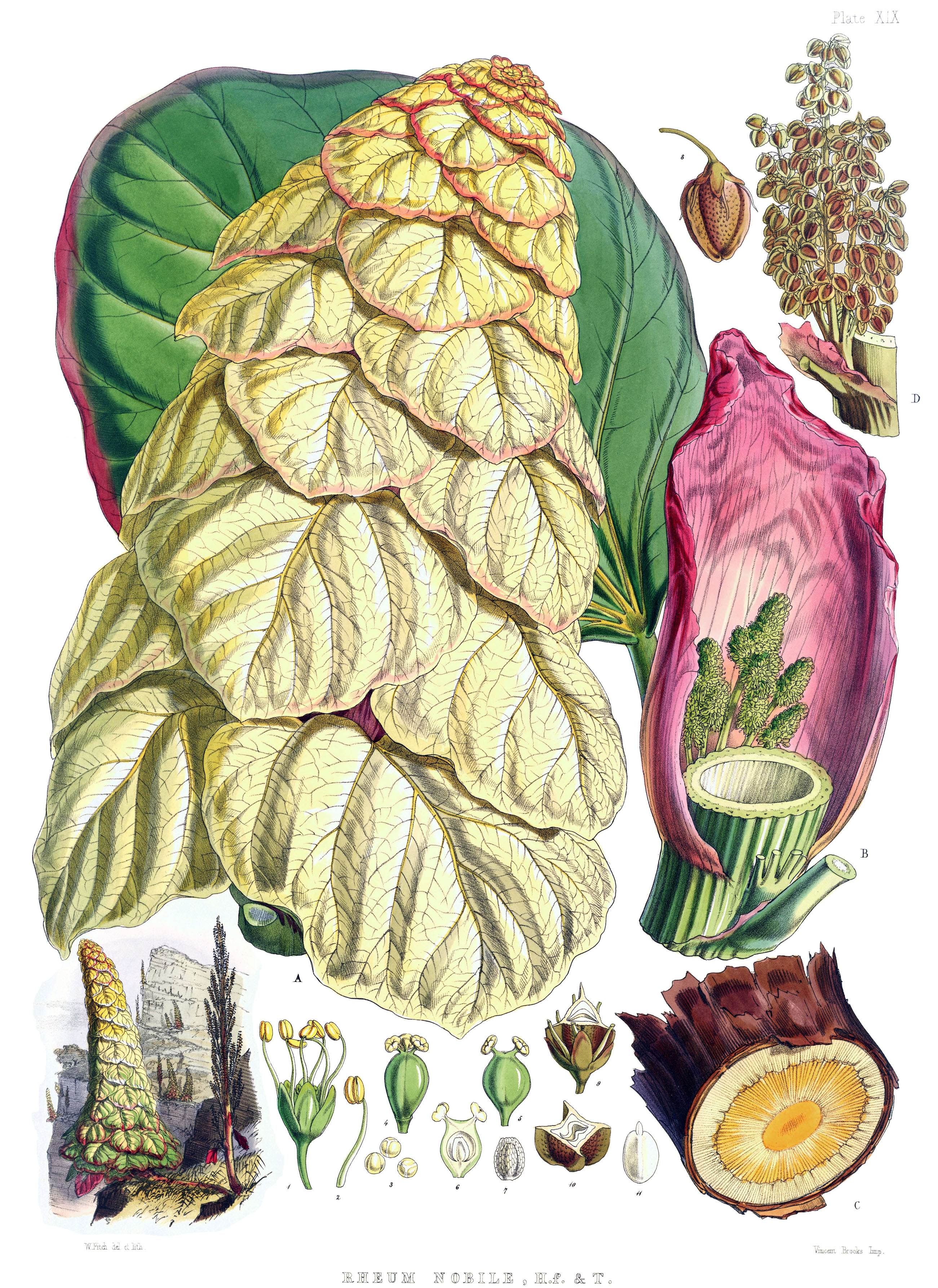
同上・図版
内部構造も示されている

温室植物(おんしつしょくぶつ hothouse plants)とは、温室で栽培される植物を指すこともあるが、高山植物の中の一部のものを指す言葉である。半透明の葉（苞葉）が花の周囲を覆って、温室のようになっているものを指す

## 概要
高山は生物にとって過酷な環境である。特に低温は生物の活動にとって大きな妨げになる。植物にとっては、自分の活動についてもそうであるが、花粉媒介を動物に依存する場合、動物の活動にも不利であるから、より困難を抱えることになる。これに対する回答の一つが、温室植物である。
これは、葉などが薄くなって広がり、花や芽の周囲を覆うように発達し、それらの周りにある程度光の入る、しかも外とは切り離された空間を作ることになる。これはまさに温室であり、内部の温度は外界より高くなる。これにより重要な器官の発達を助け、また花粉媒介者の活動をも保証する。高山植物にはごく背の低いものが多い中で、温室植物は往々にして周囲よりもはるかに背が高くなるのもそのためと考えられている。
温室植物の利点として、紫外線からの植物体の保護をあげる考えもある。高山では低地よりはるかに紫外線の照射量が多く、葉によって芽や花を覆うことでそれを避けているというのである。
なお、同一の問題に対する全くの別解に、全身を長い毛で覆う、という方法があり、これはセーター植物と言われる。いずれも当年性の葉が成長点や花の保護に与る点で共通し、またこの両者はいずれもネパールヒマラヤの高山域に独特に見られる。

## 具体例
最もよく知られている例がタデ科ダイオウ属のセイタカダイオウ Rheum nobile である。この植物はヒマラヤ東部の標高が4000m付近からそれ以上に生育する。普段は大きくて丸い葉を地表に広げたロゼット状だが、花をつけるときは茎を1mも立てる。この茎には多数の苞葉が着くが、それらは薄黄色をしており、広がって中央が上向きにふくらみ、先端は下向きに曲がって下側の苞葉に重なる。それらは全体として内部の茎と花を包むようになり、外からは苞葉の表面が重なり合った円錐形の塔に見える。その内部は外界より5℃も高かったという記録がある。低温の際にも周囲ほどには温度が下がらないことがわかっている。また、内部には多数のハエが入り込み、花粉媒介に関わるという。
ダイオウ属ではこの種のみが温室植物である。しかし、R. alexandrae はやはり白い苞葉が下側に曲がって花を包むようになっており、これも温室植物に含めることがある。形態的にはセイタカダイオウに似ていて、ただし苞は互いに接しておらず、その内部を完全に覆うまでには至っていない。この類の普通の形とセイタカダイオウの中間の姿と言っていい形である。

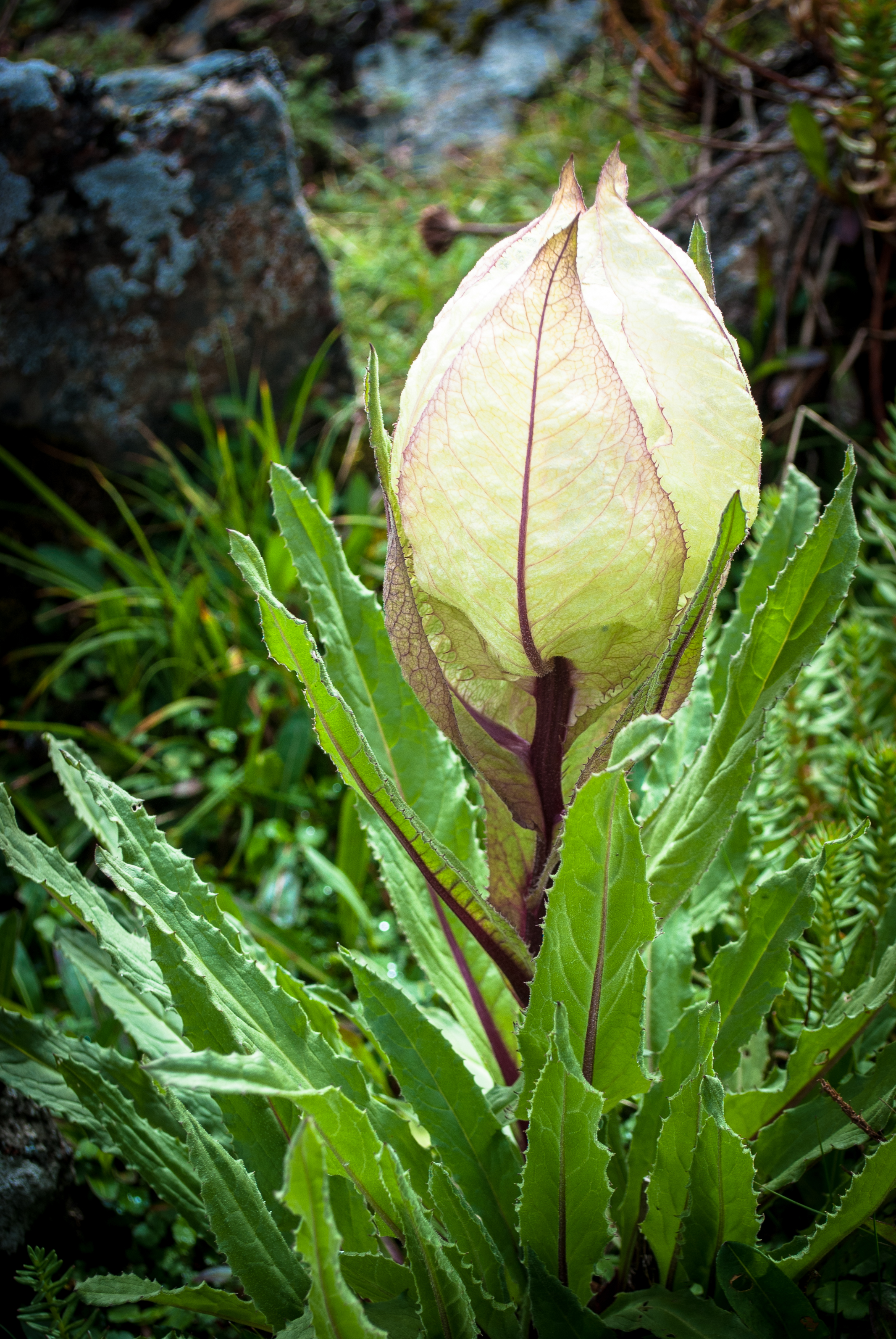
ボンボリトウヒレン

もう一つの群であるキク科トウヒレン属ではボンボリトウヒレンが典型的な温室植物で、高さ1mにもなり、花の下の包葉が発達して花序を包み込んでいる。この種もハエが花粉媒介し、花は異臭を放つ。同属の S. involucurata や S. bracteata はやはり苞葉が花を包むが、開花すると口を開いて花がはみ出し、やはり不完全な温室植物である。近縁種の中ではボンボリトウヒレンがずば抜けて大きい。また、同属のワタゲトウヒレンはセーター植物の方で代表とされる。

## 生育環境と分布
高山植物であるから、その生育地は当然ながら高山である。高山植物は世界中に見られるが、この型のものはヒマラヤ地域でのみ知られる。

## 分類
以下のようなものがあげられている。
- タデ科ダイオウ属；セイタカダイオウ Rheum nobile
- キク科トウヒレン属；ボンボリトウヒレン Saussurea obovallata
- ナデシコ科マンテマ属